# The Heartless

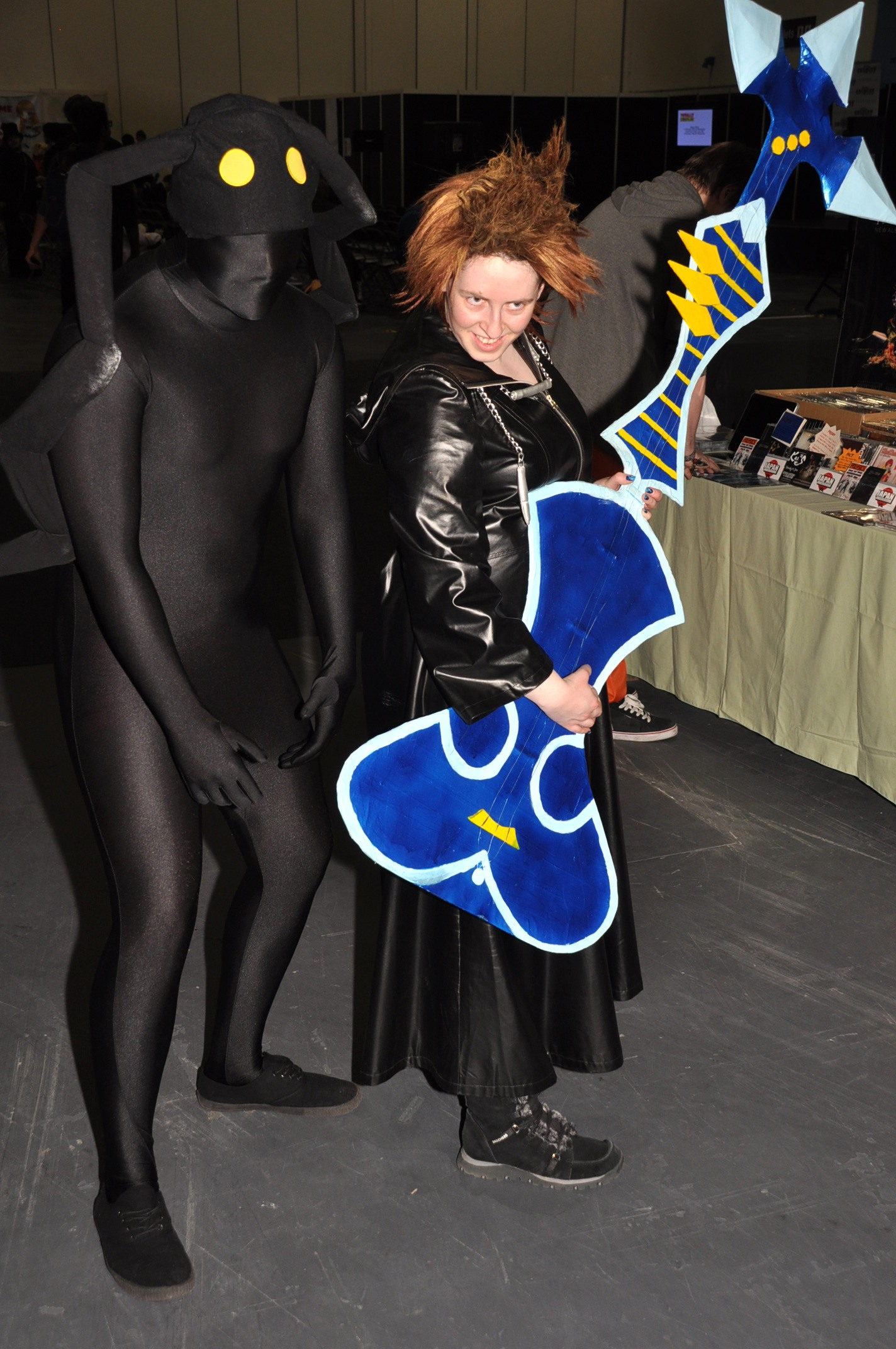
Cosplay av en Heartless (t.v.) och Demyx från Organization XIII (t.h.)

The Heartless (ハートレス Hātoresu?, Hjärtlösa) är onda varelser från Kingdom Hearts-spelen. Heartless skapas då ett hjärta tas över av mörker, hjärtats ljus "kvävs" av mörkret och kvar blir en Heartless. Eftersom Heartless inte har egna hjärtan söker de hela tiden efter nya hjärtan de kan stjäla, de lockas av ljuset i människors hjärtan. Utan ledare, rör sig heartless fritt och instingtivt, ungefär som ett djur. Men med en ledare kan de organiseras. Ledaren måste vara stark och ha stor vilja och självsäkerhet, heartless ställer sig alltid på den sida som är starkast.

## Olika typer
Det finns både Pureblood heartless och Emblem heartless.
Purebloods skapas naturlig väg, då ett hjärta ger upp inför mörkret. Men Emblems kan göras med maskiner, onaturligt. Kännetecken för dem är att de bär Xehanorts märke och kan varieras i färger och former (ofta efter i vilken värld de hittas) tex. Nightwalker eller Silver Rock. Medan purebloods nästan alltid är kolsvarta med gula, lysande ögon. Ofta hukande och attackerar antingen fysiskt med klor, eller så kan starkare purebloods attackera med magi. Exempel på purebloods är Shadow (den vanligaste) eller NeoShadow.